# Pomocne

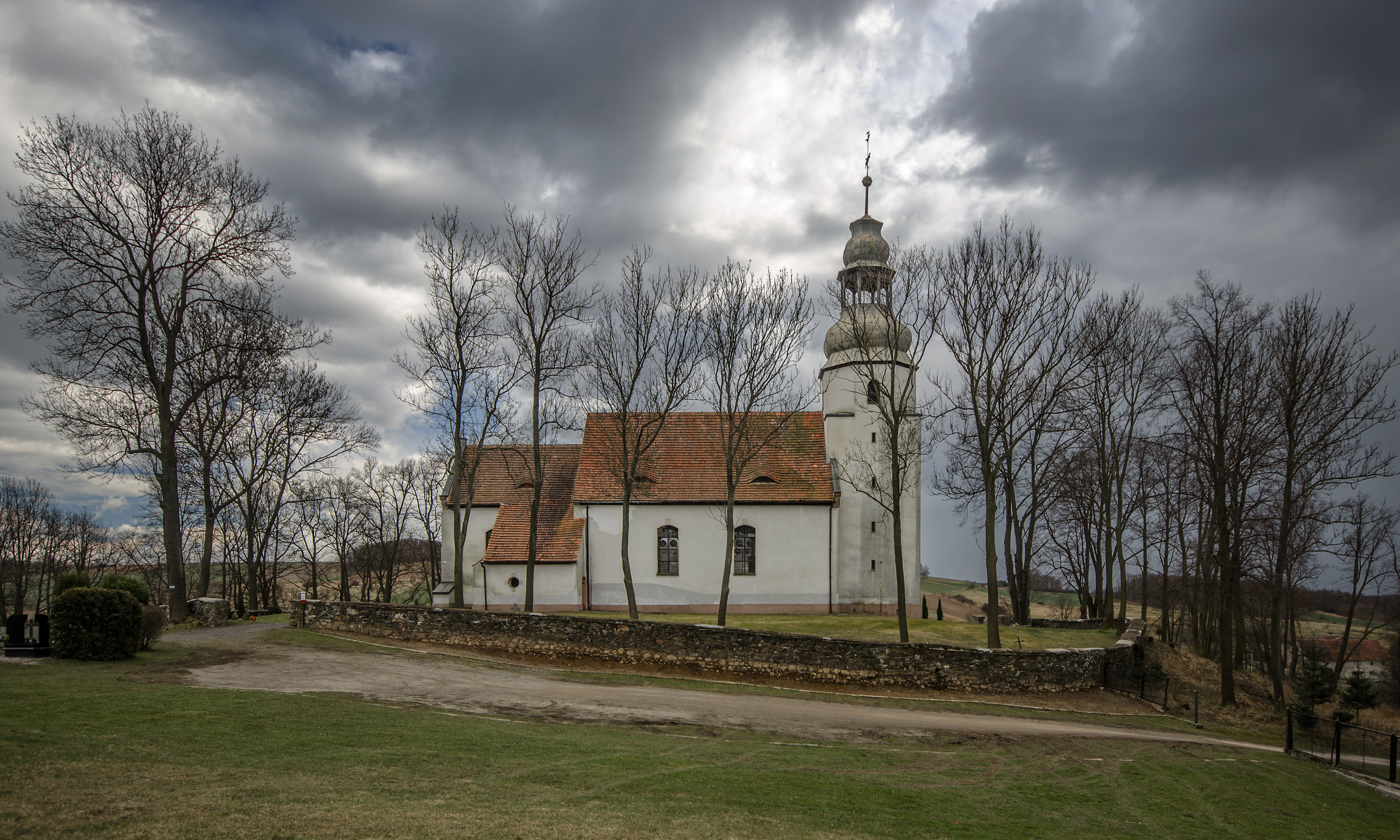
Kirche St. Martin in Pomocne

Pomocne [pɔˈmɔt͡snɛ] (deutsch Pombsen) ist ein Dorf im Verwaltungsbezirk der Gmina Męcinka im Powiat Jawor in der Woiwodschaft Niederschlesien im Südwesten Polens. Der Name der Siedlung bezieht sich auf die Funktion der Einwohner als Wächter der Burganlage auf dem Hessberg. Der Name wurde später phonetisch zu Pombsen eingedeutscht und verlor seine ursprüngliche Bedeutung.

## Geographie
Pomocne liegt ca. 11 km westlich von Jawor (dt. Jauer) und 71 km westlich der Regionalhauptstadt Breslau. Der Ort erstreckt sich über 4 Kilometer entlang des Bachs Wilcza (dt. Wilsbach); er liegt im Landschaftspark Chełmy.

## Geschichte
Die erste Erwähnung stammt aus dem Jahr 1203, als der Ort als „Pomozin“ erwähnt wird. Bis 1945 war Pombsen eine Gemeinde im Landkreis Jauer, Regierungsbezirk Liegnitz der Provinz Schlesien.